# Ludwig von Fautz
vitez Ludwig von Fautz (* 20. avgust  1811 Dunaj, † 23. februar 1880 Penzing, danes predmestje Dunaja), je bil viceadmiral in vrhovni poveljnik avstrijske vojne mornarice.

## Družina in mladost
Ludwig von Fautz se je rodil na Dunaju kot sin Antona Moritza Fautza (tekstilnega tovarnarja in suknarja) in Florentine Troclét. Njegova brata sta bila August Fautz († 28. julija 1859 v Friedeku, Šlezija), vitez Leopoldovega reda, podpolkovnik in poveljnik bataljona 23. pešpolka »Freiherr von Airoldi«  in Anton von Fautz, major cesarske telesne garde (Arcieren-Leibgarde). 

## Vojaška kariera
8. marca 1826 je mladi Ludwig odločil za vstop v avstrijsko vojno mornarico. 
Kot odgovor na ugrabitev avstrijske ladje s strani maroških piratov je leta 1829 kot mornariški kadet že sodeloval pri obstreljevanju maroških pristanišč na atlantski obali. Med avstrijsko-italijansko vojno 1848–1849 je pod poveljstvom viceadmirala Hansa Bircha Dahlerupa kot poveljnik parnikov na kolesa S.M.S Vulkan in S.M.S. Curtatone  sodeloval pri blokadi Benetk in obstreljevanju Ancone. Pri tem je bil težje ranjen (strel v pljuča) in za posledicami te rane je trpel vse do konca svojega življenja. Za izkazano junaštvo v tem boju je dne 14. junija 1849 prejel viteški križec reda cesarja Leopolda. Leta 1849 je Fautz pod poveljstvom generala Lazarja von Mamule kot poveljnik mornariške eskadre sodeloval med vojaško kazensko ekspedicijo proti Boki Kotorski
Na krovu jadrne fregate S.M.S. Venus, zgrajene leta 1832, se je v sklopu mornariške višje šole udeležil številnih šolskih potovanj po Sredozemlju in ostalih morjih. Med drugim je obiskal tudi Anglijo (1849), Neapelj, Lizbono in otok Madeiro (1849-1850), nakar je leta 1852 odplul proti Zahodni Indiji, kjer je obiskal St. Thomas (Ameriški deviški otoki), La Guairo (Venezuela) in Havano na (Kubi).
Marca 1852 je Fautz prejel čin kapitana linijske ladje in postal eden izmed prvih avstrijskih linijskih kapitanov, ki so poveljevali bojni ladji na parni pogon. Dne 27. decembra 1854 je bil povzdignjen v dedni viteški stan Avstrijskega cesarstva. Temu je leta 1856 sledilo povišanje v čin kontraadmirala. Od avgusta 1856 dalje je bil pod poveljstvom nadvojvode  Ferdinanda Maksimiljana, vodje  na novo ustanovljenega Mornariškega urada pri cesarju. Med leti 1852−1853, 1855 in 1859–1860 je bil poveljnik pomorske eskadre, v letih 1858−1860 pa je opravljal tudi dolžnost namestnika nadvojvode Ferdinanda Maksimilijana.
Od leta 1860 do leta 1865 je bil Fautz vrhovni poveljnik avstrijske vojne mornarice. Leta 1864 je prejel čin viceadmirala, nakar je od julija 1865 - po ukinitvi Mornariškega ministrstva - do marca 1868 služil kot vodja Mornariške sekcije pri vojnem ministrstvu na Dunaju. Njegov naslednik na tem položaju je bil viceadmiral Wilhelm von Tegethoff, s katerim je bil pogosto v nesoglasjih zaradi različnih mnenj in pogledov na razvoj in prioritete vojne mornarice.
Leta 1869 je stopil v zaslužen pokoj in se 28. avgusta 1869 celo poročil s 15-letno Hermino Müllern von Schönenbeck, s katero je imel sina Gustava Heinricha, viteza von Fautza (1878–1922), kasnejšega kapitana korvete v avstro-ogrski vojni mornarici.

## Odlikovanja in nagrade
Fautz je bil prejemnik številnih visokih domačih in tujih odlikovanj. Med drugim je bil odlikovan z avstro-ogrskim Vojnim križem za zasluge, prejel pa je tudi naslov cesarjevega tajnega svetnika (Geheimer Rat).
 viteški križec reda cesarja Leopolda
 vojni križ za zasluge

 veliki križec častnika cesarskega reda naše Gospe guadeloupske
 križ komendatorja papeškega reda sv. Gregorja Velikega
 srebrni križec reda sv. Odrešenika